# 高田美佐
高田 美佐（たかだ みさ、1974年1月14日 - ）は、日本の元女優、モデル。
大阪府出身。辻調理師専門学校卒業。

## 人物・来歴
1994年、第20代目クラリオンガールに選出される。その後は、女優としてテレビドラマ『救命病棟24時』（フジテレビ）などに出演した。

## 出演作品

### テレビドラマ
- 俺たち、ルームメイト（1996年、日本テレビ）
- 恋、した。 第1話「ドライマティーニで乾杯した日」 (1997年、テレビ東京)
- 救命病棟24時 第1シリーズ (1999年、フジテレビ) - 進藤早紀
- 氷の世界 第3話「監視された女」（1999年、フジテレビ）
- ベストフレンド 第5話「命がけの恋！なぜ私を抱かないの？」（1999年、テレビ朝日）

### CM
- 資生堂、サンジェニック[1]
- ニチレイ、アセロラドリンク[1]
- 花王、ルアージュ[1]

## 写真集
- 『スマイル』 （野村誠一撮影、興陽館書店、1994年4月）